# لیکوی خاک‌برگ
لیکوی خاک‌برگ (نام علمی: Pellorneum poliogene) گونه‌ای از پرندگان تیرهٔ لیکوهای زمینی (Pellorneidae) است که در شمال و مرکز بورنئو یافت می‌شود. در گذشته به عنوان زیرگونه‌ای از دم‌کوتاه در نظر گرفته می‌شد که اکنون به لیکوی مویه‌گر (Pellorneum malaccense) تغییر نام داده است. بر پایۀ تفاوت‌های ژنتیکی و آوایی اکنون به عنوان یک گونه جداگانه برخورد می‌شود و بدون هیچ زیرگونه، تک‌نماد تلقی می‌شود.

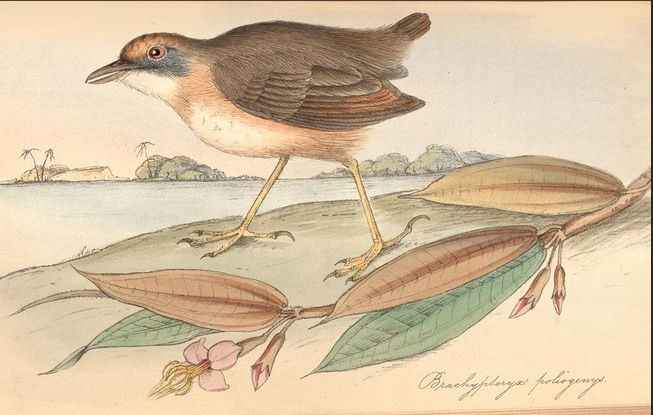
تصویری از لیکوی خاک‌برگ از: Strickland, HE، ۱۸۴۹. یادداشت‌هایی دربارهٔ چندین گونه از پرندگان از مالاکا. کمک به پرنده‌شناسی برای ۱۸۴۸–۱۸۵۳. ادینبورگ: WH Lizars. پلاک ۳۱